# Лесные безлёгочные саламандры
Лесные безлёгочные саламандры, или лесные саламандры, или горные саламандры (лат. Plethodon) — род хвостатых амфибий семейства Безлёгочные саламандры (Plethodontidae).

## Распространение и места обитания
Встречаются в юго-восточной и юго-западной Канаде и лесистых районах США. Не водятся на территории Великой Равнины. На юге Скалистых Гор (Нью-Мексико) есть популяция одного из видов.

## Образ жизни
Обитают в лесной подстилке, под камнями и стволами упавших деревьев. Активны ночью и в сумерках (могут быть активны днём после дождя).

## Размножение и развитие
Самка откладывает яйца во влажном убежище на суше и охраняет их. На суше протекает и весь жизненный цикл.

## Виды
В настоящий момент известно 55 видов этих животных:
- Plethodon ainsworthi (возможно, вымерла)
- Plethodon albagula
- Plethodon amplus
- Plethodon angusticlavius
- Plethodon asupak
- Plethodon aureolus
- Пегая саламандра (Plethodon caddoensis)
- Plethodon chattahoochee
- Plethodon cheoah
- Plethodon chlorobryonis
- Красноспинная саламандра (Plethodon cinereus)
- Plethodon cylindraceus
- Зигзаговая саламандра (Plethodon dorsalis)
- Галечная саламандра (Plethodon dunni)
- Plethodon electromorphus
- Удлинённая саламандра (Plethodon elongatus)
- Глазчатая саламандра (Plethodon fourchensis)
- Серебристая саламандра (Plethodon glutinosus)
- Plethodon grobmani
- Изящная саламандра (Plethodon hoffmani)
- Plethodon hubrichti
- Черноногая саламандра (Plethodon idahoensis)
- Аппалачская саламандра (Plethodon jordani)
- Кенуккская саламандра (Plethodon kentucki)
- Plethodon kiamichi
- Plethodon kisatchie
- Кольцевая саламандра (Plethodon larselli)
- Plethodon meridianus
- Plethodon metcalfi
- Plethodon mississippi
- Plethodon montanus
- Вуалевая саламандра (Plethodon neomexicanus)
- Виргинская саламандра (Plethodon nettingi)
- Plethodon ocmulgee
- Светлобокая саламандра (Plethodon ouachitae)
- Plethodon petraeus
- Белопятнистая саламандра (Plethodon punctatus)
- Тонкая саламандра (Plethodon richmondi)
- Plethodon savannah
- Plethodon sequoyah
- Краснополосая саламандра (Plethodon serratus)
- Скальная саламандра (Plethodon shenandoah)
- Plethodon sherando
- Plethodon shermani
- Дождевая саламандра (Plethodon stormi)
- Plethodon teyahalee
- Вашингтонская саламандра (Plethodon vandykei)
- Plethodon variolatus
- Разнополосая саламандра (Plethodon vehiculum)
- Plethodon ventralis
- Plethodon virginia
- Plethodon websteri
- Пятнистобокая саламандра (Plethodon wehrlei)
- Золотисто-чёрная саламандра (Plethodon welleri)
- Проворная саламандра (Plethodon yonahlossee)